# Marsan (Azerbaigian)
Marsan è un comune dell'Azerbaigian situato nel distretto di Qax. Conta una popolazione di 775 abitanti.